# 33 (число)
33 (тридцать три) — натуральное число, расположенное между числами 32 и 34.

## В географии
- 33 водопада — каскад водопадов в Лазаревском районе города Сочи.

## В математике
- 1033 (дециллион) — наибольшая известная степень 10, которую можно представить в виде произведения двух натуральных чисел, ни одно из которых не содержит нулей[1][2][3]:

- Число 33 является суммой первых четырёх факториалов[4][5]:

- максимальное число областей, на которые плоскость делится 4 гиперболами
- 33 — недостаточное число
- 33 — наибольшее число, не являющееся суммой различных треугольных чисел[4][6].
- 33 является суммой кубов трёх чисел[7]: 33 = 88661289752875283 + (-8778405442862239)3 + (-2736111468807040)3.
- 33 является третьим двенадцатиугольным числом.
- 33 — Полупростое число — число, представимое в виде произведения двух простых чисел. Последовательность полупростых чисел начинается так: 4, 6, 9, 10, 14, 15, 21, 22, 25, 26, 33, 34, 35, 38, 39, 46, 49, 51, 55, 57, 58, 62, 65, 69, 74, 77…
- 33 — второе число Блюма[англ.]. Алгоритм Блюм — Блюма — Шуба (англ. Algorithm Blum — Blum — Shub, BBS) — генератор псевдослучайных чисел, предложенный в 1986 году Ленор Блюм, Мануэлем Блюмом и Майклом Шубом. Современная информатика широко использует псевдослучайные числа в самых разных приложениях — от метода Монте-Карло и имитационного моделирования до криптографии. BBS выглядит так: n = p×q это такое полупростое число, для которого p и q — различные простые числа равноостаточные к числу 3 по модулю 4. Таким образом, p и q должны быть по форме равны 4t + 3, для некоторого целого t. Первые двенадцать чисел Блюма 21, 33, 57, 69, 77, 93, 129, 133, 141, 161, 177, 201…
- 33 — бразильское число[фр.] — натуральное число, не равное нулю, представимое в форме n= a * (b^c −1)/(b-1), где a<b<n-1,c >=2. Первые числа бразильской последовательности: 7, 8, 10, 12, 13, 14, 15, 16, 18, 20, 21, 22, 24, 26, 27, 28, 30, 31, 32, 33, 34, 35, 36, 38, 39, 40…
- 33 — второе однообразное (шнапсовое) число, репдиджит (repeated digit) — натуральное число, все цифры записи которых одинаковые. Примеры: 11, 666, 4444, 999 999. Все репдиджиты являются палиндромами и кратны репьюнитам (от repeated unit — повторённая единица). Самый известный репдиджит — 666, известный в христианстве как число зверя.

## В естественных науках
- МышьякАтомный номер мышьяка As (от лат. Arsenicum). Простое вещество мышья́к — это хрупкий полуметалл стального цвета с зеленоватым оттенком (в серой аллотропной модификации). Ядовит и является канцерогеном.
- Туманность Мессье 33, ТреугольникаM33 — туманность Треугольника, одна из ближайших спиральных галактик
- 33 Полиги́мния (33 Polyhymnia) — астероид Главного астероидного пояса.
- Интерлейкин 33 (англ. interleukin 33, IL-33) — цитокин, принадлежащий к семейству интерлейкина 1.

## В политике
- Тридцать третье правительство Израиля — правительство Израиля (2013—2015), сформировано Биньямином Нетаньяху.

## В религии и мистике
- Тридцать три бога — одно из местопребываний богов (дэвов) в буддизме.
- 33 года — «возраст Христа» — «совершенный[какой?] возраст»[источник не указан 1098 дней], в котором, по Библии, был распят Иисус Христос.
- Над православными храмами не более тридцати трёх куполов[8].
- Согласно аль-Газали, обитатели рая будут жить вечно в возрасте 33 года[9].
- Исламские чётки обычно собирают в наборы по 33.
- Число 33 считается священным у масонов. Например, в масонстве шотландского обряда 33 градуса (степени).

## В искусстве

### Фильмы и телепрограммы
- «Тридцать три» — художественный фильм, комедия режиссёра Георгия Данелия (1965).
- «33 квадратных метра» — комедийный телесериал О.С.П.-студии (1997—2004)
- «The 33» — фильм, основанный на реальных событиях, рассказывающий о тридцати трёх чилийских шахтёрах, которые в 2010 году на 69 дней оказались в ловушке под землёй. Производство США и Чили (2015).
- Тридцать три несчастья — детективная комедия режиссёра Ричарда Куайна (1962).

### Музыка
- «Тридцать три коровы» — песня из телефильма «Мэри Поппинс, до свидания!» (1983, эпизод «Неделя кончается в среду»).
- «King Kill 33º» — песня американской рок-группы Marilyn Manson, из альбома «Holy Wood (In the Shadow of the Valley of Death)» (выпущенного 11 ноября 2000 года).
- «33 корабля» — песня группы Немного Нервно
- «La 33» — колумбийская группа, исполняющая сальсу

### Книги
- 33 несчастья — серия детских книг писателя Дэниела Хэндлера, пишущего под псевдонимом Лемони Сникет.

## Техника

### Авиация
- ВМФ Сухой Су-33Су-33 (Су-27К, Т-10К; по кодификации НАТО: Flanker-D) — российский палубный истребитель четвёртого поколения, разработанный для ВМФ России в ОКБ Сухого под руководством Михаила Петровича Симонова (см. также Су-33УБ).
- Локхид T-33 Шутинг Стар (Lockheed T-33 Shooting Star) — учебно-тренировочный самолёт.

### Двигатели
- Двигатель НК-33НК-33 (11Д111) — жидкостный ракетный двигатель, разработанный СНТК им. Н. Д. Кузнецова.
- РД-33 — турбореактивный двигатель двухконтурный с форсажной камерой (ТРДДФ), разработанный в 1972 году в ОКБ имени В. Я. Климова.

### Оружие
- Р-33 (по классификации НАТО: AA-9 Amos) — советская (российская) ракета класса «воздух—воздух» большой дальности.
- HK 33 — немецкий автомат, разработанный компанией Heckler & Koch на основе автоматической винтовки HK G3.
- ОЦ-33 «Пернач» — автоматический пистолет, был разработан в середине 1990-х годов конструктором И. Я. Стечкиным для замены пистолета Стечкина (АПС).
- РГС-33 («Ручной Гранатомет Специальный, 33-мм») — ручной гранатомёт.
- РГД-33 (Ручная Граната Дьяконова обр. 1933 года) — советская ручная граната, разработанная в 1933 году на основе гранаты Рдутловского образца 1914 года, использовавшейся во время Первой мировой войны.
- SIG 33 — 15 cm sIG 33 (нем. 15 cm schweres Infanterie Geschütz 33 — 15 см тяжёлое пехотное орудие обр. 33) — 150 миллиметровое германское тяжёлое пехотное орудие времён Второй мировой войны.

### Бронетехника

#### Наземная
- RG-33 — семейство бронеавтомобилей, разработанное и производимое фирмой BAe Systems.
- Т-33 — лёгкий плавающий танк СССР, разработанный в 1930-х годах.
- AMR 33 — Пулемётная разведывательная машина, модель 1933 (фр. Auto-mitrailleuse de reconnaissance), AMR 33, известный также как VM — французский лёгкий танк 1930-х годов.
- Подводная лодка К-33CV-33 (итал. Carro veloce CV-33; с 1938 года обозначалась как L3/33) — итальянская танкетка периода Второй мировой войны.

#### Подводная
- U-33 (1914) — большая подводная лодка Германской империи периода Первой мировой войны.
- U-33 (1936) — средняя немецкая подводная лодка типа VIIA времён Второй мировой войны.
- U-33 (S183)
- К-33 — советская атомная подводная лодка проекта 658, 658М, заводской № 286.

### Космический транспорт
- Союз ТМ-33 — российский пассажирский транспортный пилотируемый космический корабль (см. также Союз-33).
- Lockheed Martin X-33Lockheed Martin X-33 — прототип многоразового одноступенчатого аэрокосмического корабля, строившийся по контракту NASA фирмой Lockheed Martin в рамках программы Venture Star.

### Другое
- Скороговорка, которая произносится на одном выдохе: «Как на горке, на пригорке стоят 33 Егорки: раз Егорка, два Егорка, три Егорка, четыре Егорка, …, сорок три Егорка, …»
- 33 богатыря
- Герой российских былин Илья Муромец родился под Муромом, 33 года пролежал на печи, получил богатырскую силу и с тех пор начал спасать Русь от врагов, а похоронен был в Киево-Печерской лавре
- 33 буквы в русском алфавите
- 33 Гомеровых гимна. Боги, которым посвящены гомеровы гимны: Аполлон (и Музы), Арес, Артемида, Асклепий, Афина, Афродита, Гелиос, Гера, Геракл, Гермес, Гестия, Гефест, Гея, Деметра, Дионис, Диоскуры (Кастор и Полидевк), Зевс, Кибела (Матерь богов), Пан, Посейдон, Селена. Большинство сохранившихся византийских рукописей начинаются с третьего гимна. Благодаря случайно найденной в Москве в 1777 году немецким филологом и палеографом Христианом-Фридрихом Маттеи рукописи XIV столетия (т. н. Лейденский манускрипт), удалось частично восстановить два гимна, которые открывают подборку: фрагментарный «К Дионису» и «К Деметре».
- 33 = 3 · 11, где 11 — продолжительность солнечного цикла в годах
- На грампластинки (дата открытия 1887 г) записывают музыку со скоростью 33⅓ оборота в минуту. Другие скорости звукозаписи — 45 и 78 оборотов в минуту
- Магический квадрат со стороной 33 на соборе Саграда Фамилия33 — сумма чисел магического квадрата, расположенного на фасаде Страсти собора Саграда Фамилия в Барселоне
- 33 — в испанском языке аналог фразы «улыбнитесь на фото», как «cheese» в английском или " ouistiti " во французском языке. Ouistiti — Обыкновенные игрунки, или мармозетки (лат. Callithrix) — род приматов из семейства игрунковых. Diga treinta y tres, есть то же самое, что и «say cheese». Diga — formal 2nd person singular imperative form of decir. Etymology of decir (IPA: (Spain) /deˈθiɾ/, [d̪eˈθiɾ]): from Old Spanish, from Latin dīcere, present active infinitive of dīcō, from Proto-Italic *deikō, from Proto-Indo-European *déyḱti («to show, point out»). Interjection: diga («talk») — way to say hello on the telephone
- 33 — префикс телефонного номера абонентов, находящихся во Франции
- 33 — количество позвонков в позвоночнике нормального человека. Ко́пчик (лат. coccyx), ко́пчиковая кость (лат. os coccygis) — нижний отдел позвоночника человека, состоящий из четырёх-пяти сросшихся рудиментарных позвонков. Как греческое название (др.-греч. κόκκυξ — «кукушка»), так и русское «копчик» связаны с клювовидной формой кости
- 33 — температура в градусах тепла по шкале Ньютона, предложенная в 1701 г, и соответствующая температуре кипения воды
- 33 — слово аускультации (выслушивания) у древних медиков-франкофонов: " Dites trente-trois ". Метод использовался, чтобы чувствовать, через руки или с помощью уха передачу голосовых вибраций (до изобретения стетоскопа), чтобы оценить плотность и количество ткани лёгких, потенциально пораженных по причине болезни
- 33 — число лет в браке, называемое пурпурной свадьбой (от др.-греч. πορφύρεος — порфир, тёмно-красный)
- 33 — число лет, за которое фаза Луны возвращается к своей первоначальной позиции по отношению к солнечному календарю. Многие культуры и цивилизации базируют свой календарь на лунных циклах. Например, исламский календарь и аттический (афинский) календарь.
- ЛМ-33 — советский четырёхосный трамвай, выпускавшийся Ленинградским вагоноремонтным заводом с 1933 по 1939 годы.
- Тридцать три Ориенталес — группа повстанцев, чьи действия в первой трети XIX века привели к образованию независимого государства Уругвай.